# Pravopisna komisija
Pravopisna komisija (COBISS) je drama Milana Jesiha, izšla je leta 1984 pri SLG Celje.

## Vsebina
Drama o obvladanju ljudi s pomočjo gramatike kot ideološkega orožja v času splošnega manipuliranja z idejami - predvsem z lingvistično idejo pravopisne utopije. Delo predstavlja kalejdoskop postavantgardnega domišljanja, jezikovno-lingvističnih podrobnosti, humorja v zgodbi brez zgodbe, v junakih, ki so fenomeni ideologije tistega časa. Tu se "pravopis" predstavi kot nadnaravni kriterij in program sociolingvističnih stvarnosti, katere pogledi bodo uresničeni s sredstvi polit-lingvistike. V drami se ne dogaja nič in ta "nič" se pravkar dogaja. Komisija oblikuje svoj pravopis. Družba in narod si ne želi svobode, ampak pravopisa!